# 伊泽尔
伊泽尔（法語：Yzeure，法語發音：[izœʁ]），法国中部城市，奥弗涅-罗讷-阿尔卑斯大区阿列省的一个市镇，隶属于穆兰区，其市镇面积为43.24平方公里，2022年1月1日时人口数量为12,670人，是该省人口第五多的市镇，在法国城市中排名第772位。
伊泽尔位于阿列省北部略偏东，省会穆兰市区以东，是穆兰的一个卫星城，多条公路在此交汇。

## 地名来源
根据当地官方网站的论述，“Yzeure”一名最初以拉丁语“Iciodorum”的形式被记载，该名称可能出自高卢语单词“Icio”（或写作“Itio”或“Iccio”），意为“靠近水源的”；亦可能出自高卢人名Itius。在1801年以前，伊泽尔的官方名称拼写为“Izeure”。
在中文译名方面，“伊泽尔”亦可指代伊泽尔河或伊泽尔省，但后两者的原词“Isère”与此处的Yzeure并无直接关联。

## 历史

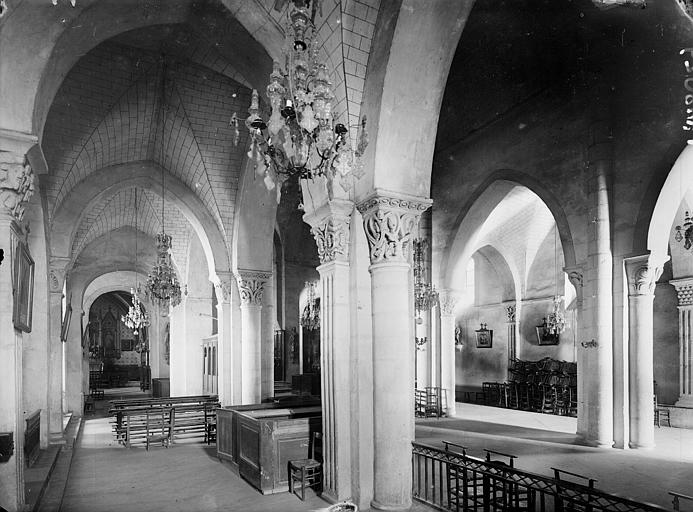
20世纪初的圣伯多禄教堂大厅

伊泽尔的早期历史尚不清楚。根据当地官方网站的论述，伊泽尔在古典时期就已形成聚落，一条连接德西兹和伊泽尔之间的道路由此通过。中世纪时伊泽尔长期为穆兰附近的一处村落，当地的圣伯多禄教堂最初于公元11世纪建成。中世纪末期，伊泽尔曾分属于Saint-Pierre和Saint-Bonnet两个堂区。法国大革命后，伊泽尔成为阿列省的一个市镇。圣博内和圣让（Saint-Bonnet-et-Saint-Jean）在1795至1800年间整体并入伊泽尔。在18世纪初，伊泽尔尚为一座普通农业村落，当地曾有大片葡萄酒种植园。自工业革命以来，得益于穆兰的城市扩张，伊泽尔的居民数量逐年增加，当地兴建了多处公共设施及居民建筑。自1973年起，伊泽尔被设立为阿列省的一个县治。1998年，伊泽尔的地方文化爱好者组建了“伊泽尔友谊文化协会”（Cercle des Amis d'Yzeure）。

## 地理

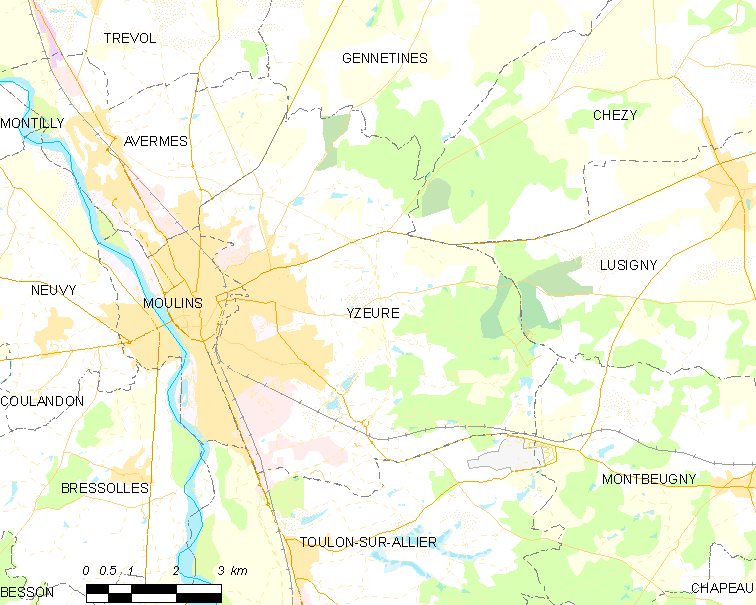
伊泽尔市镇范围地图

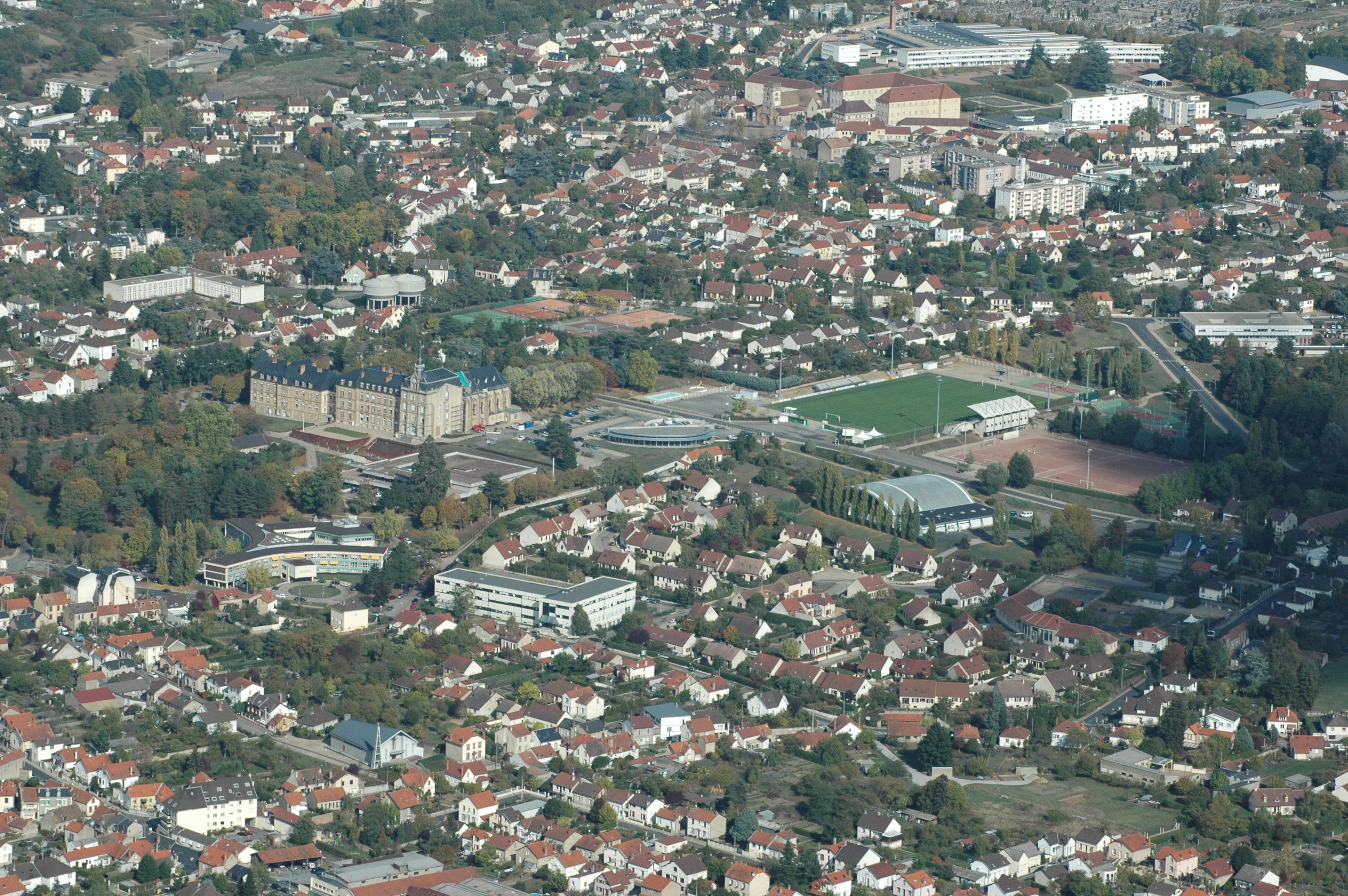
伊泽尔镇中心航拍

伊泽尔位于法国中部，奥弗涅-罗讷-阿尔卑斯大区西北部和阿列省北部，距离省会穆兰大约3公里。与伊泽尔接壤的市镇包括：穆兰、阿韦尔姆、热讷蒂讷、谢济、吕西尼、蒙伯尼和阿列河畔土伦。

### 地形
伊泽尔位于波旁索洛涅地区，境内以平原为主，市镇中心地势较为平坦，整体自西向东略有抬升，全境海拔在217到278米之间。

### 水文
伊泽尔位于卢瓦尔河流域范围内，一条名为“Danube”的小溪自东向西穿过伊泽尔镇中心，该河水量较小，在部分地图中被标记为虚线（季节性河流）；此外市区东南部有奥济耶尔水塘（Plan d'Eau des Ozières）。

### 植被
伊泽尔属于温带阔叶混交林区，市区内的贝勒克鲁瓦公园（Parc de Bellecroix）、洛斯达公园（Parc Laussedat）、格里耶花园公园（Parc des Jardins de Grillet）等是当地主要的城市绿地，市镇范围东北部和东南部分别为博尔德树林（Bois des Bordes）和拉龙德树林（Bois de la Ronde）。
在鲜花城市的评比中，伊泽尔被评为3星级鲜花城市。

### 气候
伊泽尔在柯本气候分类法中属于带有一定大陆性特征的温带海洋性气候（Cfb）。
伊泽尔境内设有气象站，以下为该气象站的数据（其中日照数据取自维希气象站）：
| 伊泽尔 1981年－2019年 | 伊泽尔 1981年－2019年 | 伊泽尔 1981年－2019年 | 伊泽尔 1981年－2019年 | 伊泽尔 1981年－2019年 | 伊泽尔 1981年－2019年 | 伊泽尔 1981年－2019年 | 伊泽尔 1981年－2019年 | 伊泽尔 1981年－2019年 | 伊泽尔 1981年－2019年 | 伊泽尔 1981年－2019年 | 伊泽尔 1981年－2019年 | 伊泽尔 1981年－2019年 | 伊泽尔 1981年－2019年 |
| 月份                  | 1月                   | 2月                   | 3月                   | 4月                   | 5月                   | 6月                   | 7月                   | 8月                   | 9月                   | 10月                  | 11月                  | 12月                  | 全年                  |
| --------------------- | --------------------- | --------------------- | --------------------- | --------------------- | --------------------- | --------------------- | --------------------- | --------------------- | --------------------- | --------------------- | --------------------- | --------------------- | --------------------- |
| 历史最高温 °C（°F）   | 18 (64)               | 25.8 (78.4)           | 25.4 (77.7)           | 29.6 (85.3)           | 33.2 (91.8)           | 38.7 (101.7)          | 39.7 (103.5)          | 42 (108)              | 35.5 (95.9)           | 29.8 (85.6)           | 23.6 (74.5)           | 19 (66)               | 42 (108)              |
| 平均高温 °C（°F）     | 6.7 (44.1)            | 8.3 (46.9)            | 12.5 (54.5)           | 15.7 (60.3)           | 19.8 (67.6)           | 23.4 (74.1)           | 26.4 (79.5)           | 26 (79)               | 21.8 (71.2)           | 16.8 (62.2)           | 10.5 (50.9)           | 7.1 (44.8)            | 16.3 (61.3)           |
| 日均气温 °C（°F）     | 3.5 (38.3)            | 4.4 (39.9)            | 7.6 (45.7)            | 10.2 (50.4)           | 14.4 (57.9)           | 17.7 (63.9)           | 20.2 (68.4)           | 19.8 (67.6)           | 16 (61)               | 12.3 (54.1)           | 7 (45)                | 4.1 (39.4)            | 11.4 (52.5)           |
| 平均低温 °C（°F）     | 0.4 (32.7)            | 0.5 (32.9)            | 2.7 (36.9)            | 4.7 (40.5)            | 8.9 (48.0)            | 12 (54)               | 14 (57)               | 13.6 (56.5)           | 10.3 (50.5)           | 7.7 (45.9)            | 3.4 (38.1)            | 1.1 (34.0)            | 6.6 (43.9)            |
| 历史最低温 °C（°F）   | −21 (−6)              | −19 (−2)              | −12 (10)              | −4.2 (24.4)           | −1.2 (29.8)           | 1 (34)                | 5 (41)                | 3 (37)                | −0.9 (30.4)           | −6.8 (19.8)           | −9 (16)               | −15.2 (4.6)           | −21 (−6)              |
| 平均降水量 mm（）     | 54.7 (2.15)           | 49.8 (1.96)           | 48.1 (1.89)           | 64.1 (2.52)           | 90.5 (3.56)           | 75.3 (2.96)           | 66.4 (2.61)           | 70.7 (2.78)           | 72.3 (2.85)           | 70.6 (2.78)           | 71.9 (2.83)           | 62.6 (2.46)           | 797 (31.4)            |
| 月均日照時數          | 78.1                  | 94.8                  | 153.7                 | 175.4                 | 203.4                 | 225                   | 248.9                 | 238.3                 | 183.5                 | 128.1                 | 76.7                  | 55.9                  | 1,861.8               |
| 来源：infoclimat.fr   |                       |                       |                       |                       |                       |                       |                       |                       |                       |                       |                       |                       |                       |

## 行政区划
伊泽尔的市镇编号为03321，邮政编号为03400。
在行政管理方面，伊泽尔隶属于法国奥弗涅-罗讷-阿尔卑斯大区阿列省穆兰区；在地方选举方面，伊泽尔是伊泽尔县的中央投票站所在地，其市镇范围全境被划入阿列省第一选区；在社会管理方面，伊泽尔是穆兰城市圈公共社区的组成部分。
截至2024年1月，伊泽尔市镇范围内暂无任何城市敏感街区及城市政策优先街区。
法国国家统计与经济研究所（简称）在进行数据统计时，将伊泽尔及相邻的另外3个市镇设为穆兰城市核心区，并将包括核心区在内的周边共39个市镇划为穆兰城市区。自2020年起，穆兰城市区被包含64个市镇的穆兰城市辐射区代替。此外，还将伊泽尔市镇分为了6个“块区”（IRIS），以便于统计人口分布情况。

## 交通

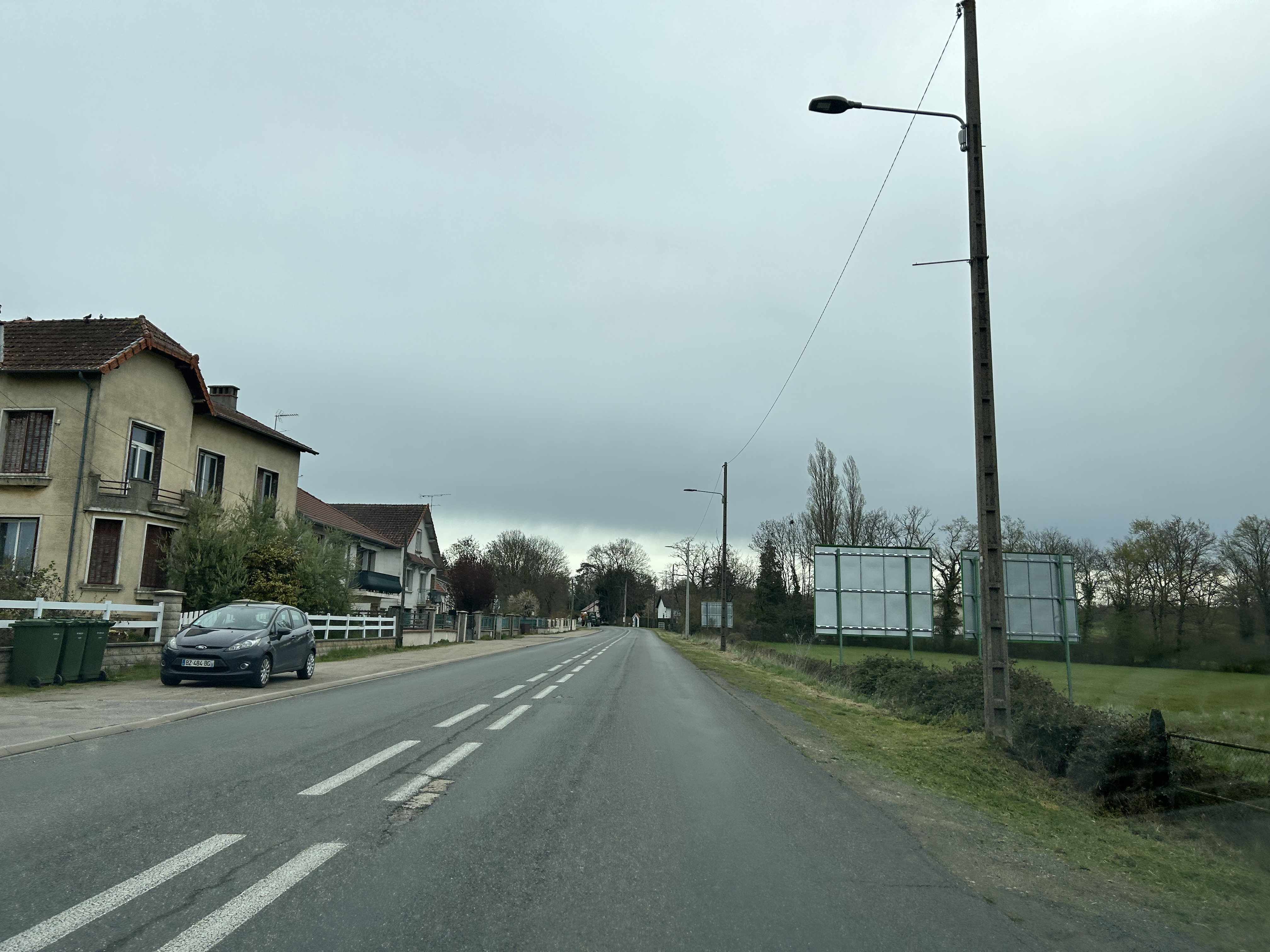
省道D779线

### 公路
法国国道N7线（穆兰过境通道）和阿列省省道D12线、D30线、D194线、D225线、D493线、D494线、D779线和D979A线在伊泽尔境内交汇。奥弗涅-罗讷-阿尔卑斯城际巴士（商业名称为）下属的B01线、B03线、B04线、BB08线、B09线、B11线和B13线停靠伊泽尔，可直通德西兹、波旁朗西、阿列河畔瓦雷讷等地。
|  | 53 |

| 付费 | 9 |

| 穆兰 | 1.8 |

| 波旁朗西 | 35 |

| 讷韦尔 | 59 |

| 德西茲 | 33 |

| 维希 | 58 |

| 拉帕利斯 | 48 |

2020年，77.3%的伊泽尔家庭拥有至少一辆私人汽车。2021年，伊泽尔境内共发生各类交通事故7起，造成7人受伤，其中5人重伤。

### 铁路
距离伊泽尔镇中心最近的运营中的客运铁路车站为不到两公里外的阿列河畔穆兰站，该站与伊泽尔市镇边界隔街相望。阿列河畔穆兰站停靠前往巴黎、克莱蒙费朗、南特和里昂四个方向的城际列车，以及前往讷韦尔、克莱蒙费朗、帕赖勒莫尼亚勒三个方向的区域列车，部分班次可直通伊苏瓦尔、图尔、里昂及第戎。

### 航空
伊泽尔距离克莱蒙费朗机场的公路里程大约105公里。

### 城市公共交通
伊泽尔是穆兰城市公共交通（商业名称为）的服务覆盖范围。截至2024年1月，该系统共包括10条常规公交线路，其中公交A线、B线、C线、D线、F线、H线和I线伊泽尔市区。

## 政治

### 市政内阁

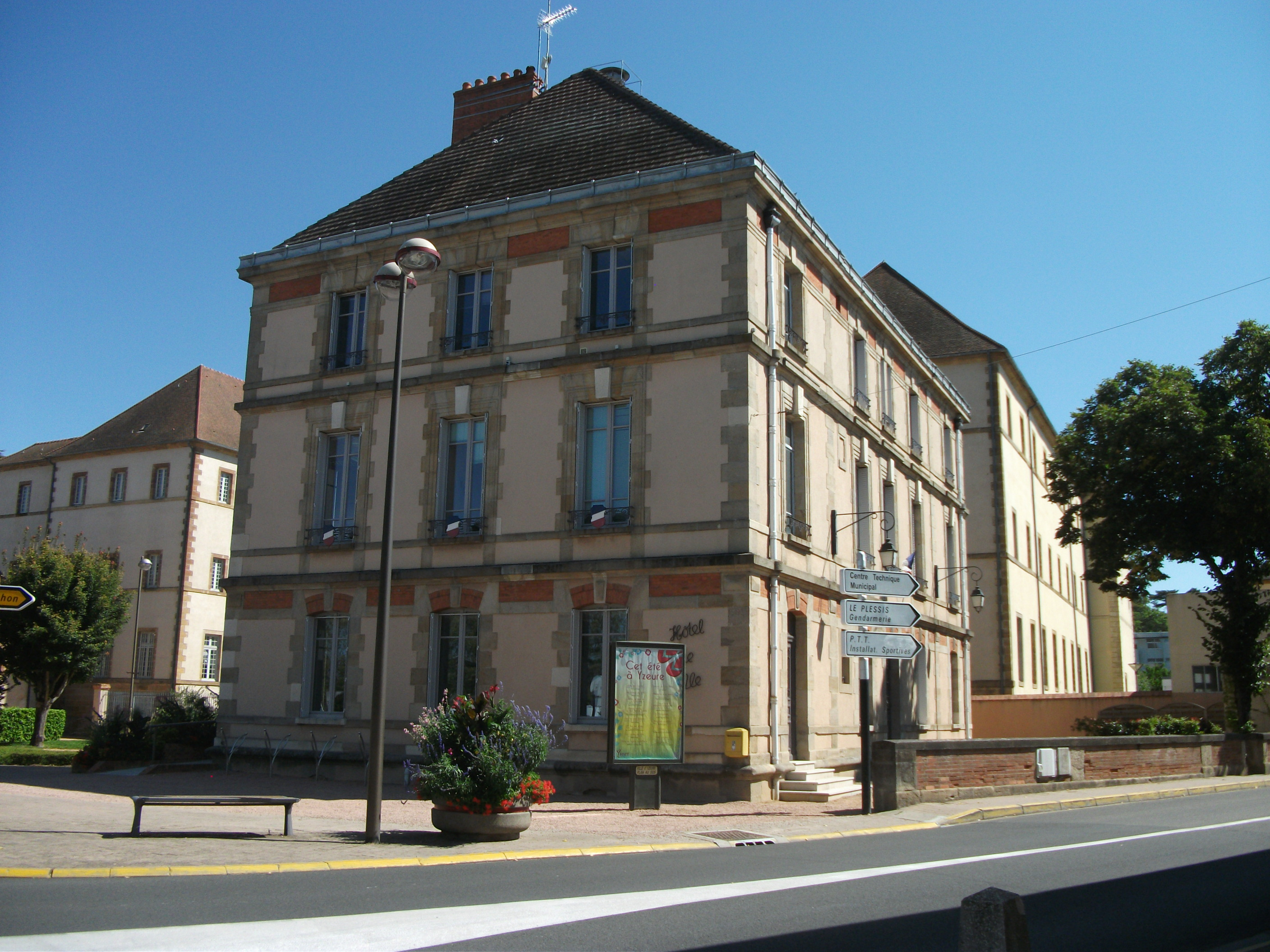
伊泽尔市政厅

伊泽尔的现任市长为帕斯卡·佩兰先生（Pascal PERRIN），他是社会党的一名成员，在2020年的市政选举中获得了53.70%的支持率。
| 伊泽尔历届市长 | 伊泽尔历届市长                        | 伊泽尔历届市长                              |
| 任期           | 市长                                  | 党派                                        |
| -------------- | ------------------------------------- | ------------------------------------------- |
| 1938年－1955年 | Claude DUSSOUR 克洛德·迪苏尔          | 不详                                        |
| 1955年－1971年 | Paul MARIDET 保罗·马里代              | CNIP全国独立人士与农民中心 →UNR新共和国联盟 |
| 1971年－1977年 | Louis GUILLOT 路易·居约               | 不详                                        |
| 1977年－1989年 | Jean-Paul DESGRANGES 让-保罗·德格朗日 | PS社会党                                    |
| 1989年－2014年 | Guy CHAMBEFORT 居伊·尚布福尔          | PS社会党 →DVG左翼无党派人士                 |
| 2014年－       | Pascal PERRIN 帕斯卡·佩兰             | PS社会党                                    |

### 各级选举
| 伊泽尔历届投票选举结果 | 伊泽尔历届投票选举结果 | 伊泽尔历届投票选举结果 | 伊泽尔历届投票选举结果 | 伊泽尔历届投票选举结果    | 伊泽尔历届投票选举结果 | 伊泽尔历届投票选举结果 | 伊泽尔历届投票选举结果    | 伊泽尔历届投票选举结果 | 伊泽尔历届投票选举结果 |
| 选举项目               | 选举范围               | 选区单位               | 选区单位内的选举结果   | 选区单位内的选举结果      | 选区单位内的选举结果   | 选区单位内的选举结果   | 选区单位内的选举结果      | 选区单位内的选举结果   | 参考资料               |
| 选举项目               | 选举范围               | 选区单位               | 第一轮胜出者           | 第一轮胜出者              | 支持率                 | 第二轮胜出者           | 第二轮胜出者              | 支持率                 | 参考资料               |
| ---------------------- | ---------------------- | ---------------------- | ---------------------- | ------------------------- | ---------------------- | ---------------------- | ------------------------- | ---------------------- | ---------------------- |
| 2017年法國總統選舉     | 法國                   | 市镇                   |                        | 埃马纽埃尔·马克龙         | 28.78%                 |                        | 埃马纽埃尔·马克龙         | 71.59%                 | [ 25 ]                 |
| 2017年法国立法选举     | 阿列省第一选区         | 市镇                   |                        | 波莉娜·里维埃             | 30.44%                 |                        | 让-保罗·迪弗雷涅          | 53.82%                 | [ 25 ]                 |
| 2019年欧洲议会选举     | 法國                   | 市镇                   |                        | 若尔丹·巴尔代拉           | 21.33%                 | （不适用）             | （不适用）                | （不适用）             | [ 27 ]                 |
| 2021年法国省级选举     | 阿列省                 | 县                     |                        | 帕斯卡勒·富科 帕斯卡·佩兰 | 60.98%                 |                        | 帕斯卡勒·富科 帕斯卡·佩兰 | 62.3%                  | [ 28 ]                 |
| 2021年法国省级选举     | 阿列省                 | 市镇                   |                        | 帕斯卡勒·富科 帕斯卡·佩兰 | 62.3%                  |                        | 帕斯卡勒·富科 帕斯卡·佩兰 | 62.65%                 | [ 28 ]                 |
| 2021年法国大区选举     |                        | 市镇                   |                        | 洛朗·沃基耶               | 42.96%                 |                        | 洛朗·沃基耶               | 52.5%                  | [ 29 ]                 |
| 2022年法国总统选举     | 法國                   | 市镇                   |                        | 埃马纽埃尔·马克龙         | 29.82%                 |                        | 埃马纽埃尔·马克龙         | 62.01%                 | [ 25 ]                 |
| 2022年法国立法选举     | 阿列省第一选区         | 市镇                   |                        | 雅尼克·莫内               | 36.49%                 |                        | 雅尼克·莫内               | 57.65%                 | [ 25 ]                 |

## 人口
2020年，伊泽尔市镇人口数量为12,701，在法国排名第772位。其中男性6,117人，女性6,584人，75岁及以上人口占12.5%，外籍人口数量为327人，人口密度为294人/平方公里，当地居民被称为（男性）或（女性）。2022年，伊泽尔境内出生77人，死亡人口130人。
| 伊泽尔1901年－2021年人口变化情况 |
|                                  |
| 数据来源：Cassini、INSEE         |

## 经济
伊泽尔是穆兰城市圈的重要组成部分。截至2024年1月，伊泽尔市镇范围内共有各类用人单位（包含自雇）1,332家，平均历史为18年，其中97.24%为中小型企业（PME），2023年11月至2024年1月间，当地的经济活力指数为0.38%。（食品采购）、（城际公路物流）及（木材加工销售）是当地2021年营业额最高的三个企业，分别为566,177,253欧元、26,024,251欧元和24,319,945欧元。

## 财政与居民收入
2021年，伊泽尔的财政收入总额为17,120,500欧元，财政支出总额为17,216,900欧元，当年的债务总额为11,000,500欧元。2021年，伊泽尔市镇通过增值税获得324,520欧元的收入，此外当地还共获得了461,740欧元的国家直接财政补助。
| 伊泽尔居民收入情况                               | 伊泽尔居民收入情况 | 伊泽尔居民收入情况    | 伊泽尔居民收入情况 |
| 内容                                             | 伊泽尔             | 法国                  | 统计年份           |
| ------------------------------------------------ | ------------------ | --------------------- | ------------------ |
| 征税家庭总数                                     | 5,918              | 1,081（法国市镇平均） | 2022年             |
| 居民平均月收入                                   | 2,123欧元          | 2,435欧元             | 2022年             |
| 高级职员人均月收入                               | 3,547欧元          | 4,331欧元             | 2021年             |
| 中级职员人均月收入                               | 2,320欧元          | 2,470欧元             | 2021年             |
| 普通职员人均月收入                               | 1,732欧元          | 1,801欧元             | 2021年             |
| 贫困率                                           | 10%                | 14.5%                 | 2020年             |
| 青壮年（15至64岁）失业率                         | 11.7%              | 7.4%                  | 2020年             |
| 征税家庭数量占比                                 | 49.2%              | 45.5%                 | 2020年             |
| 家庭年均纳税                                     | 2,439欧元          | 4,393欧元             | 2022年             |
| 资料来源：INSEE、L'Internaute、Le Journal du Net |                    |                       |                    |

## 社会事务

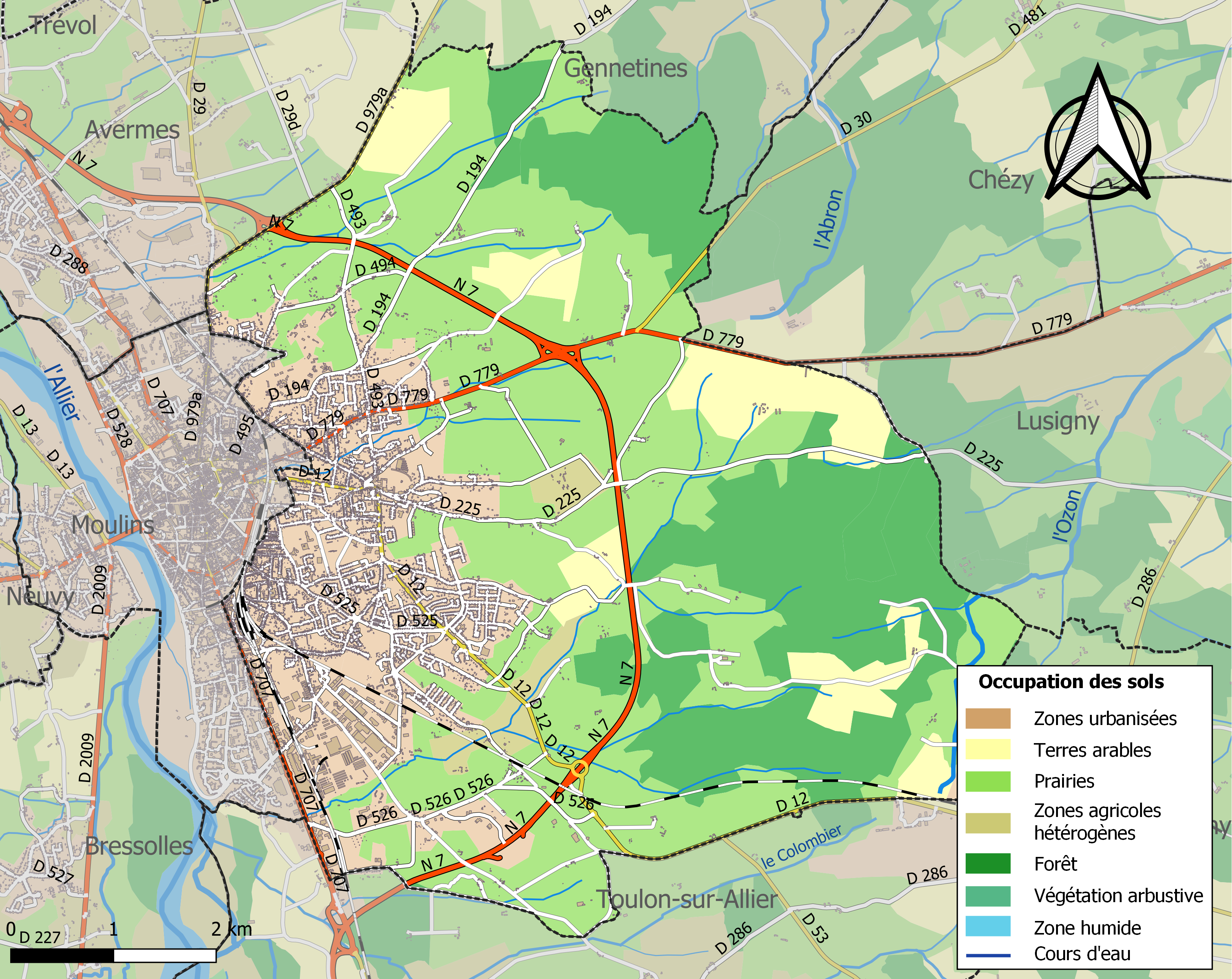
伊泽尔土地利用情况地图

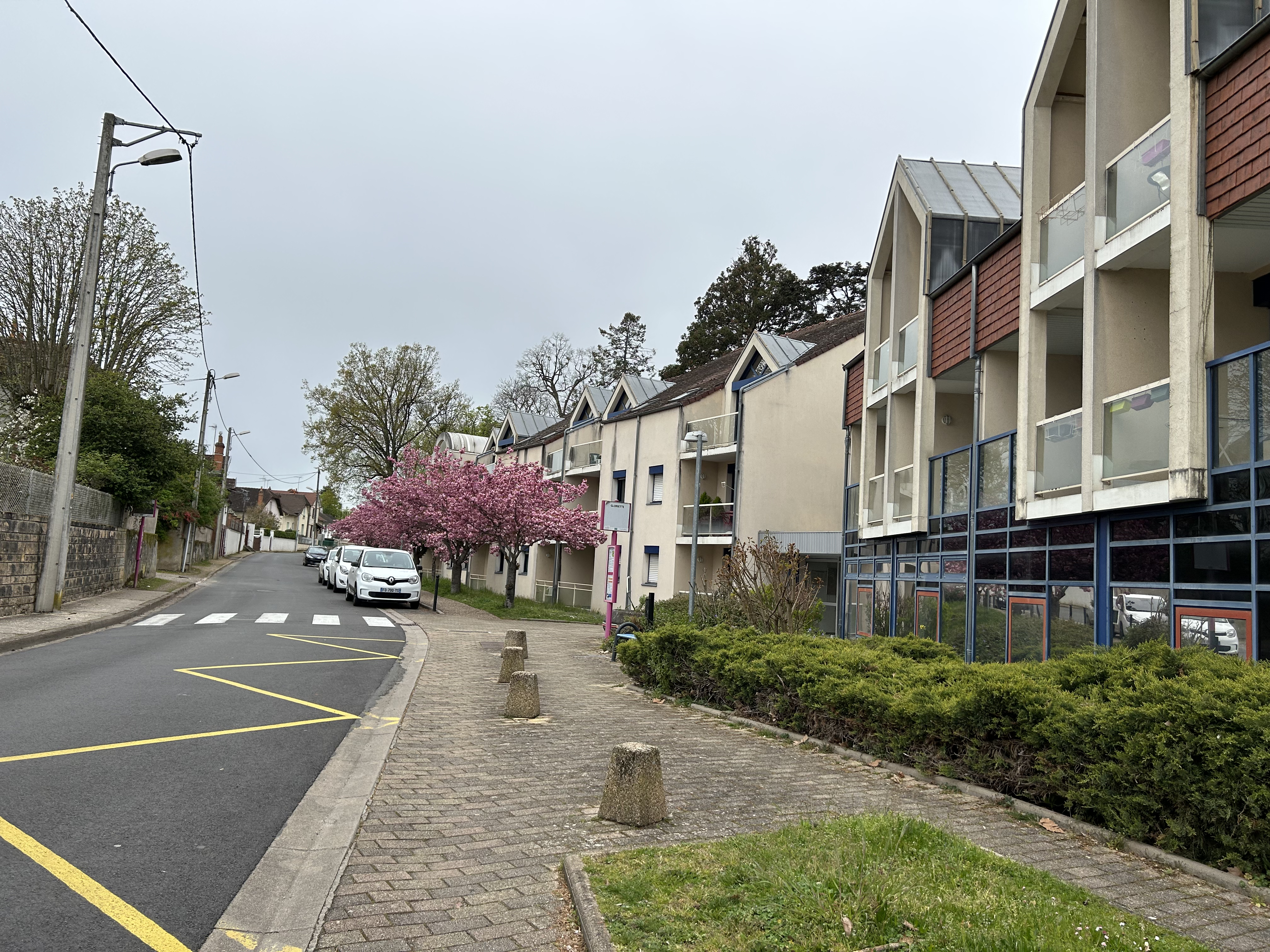
贝勒克鲁瓦街

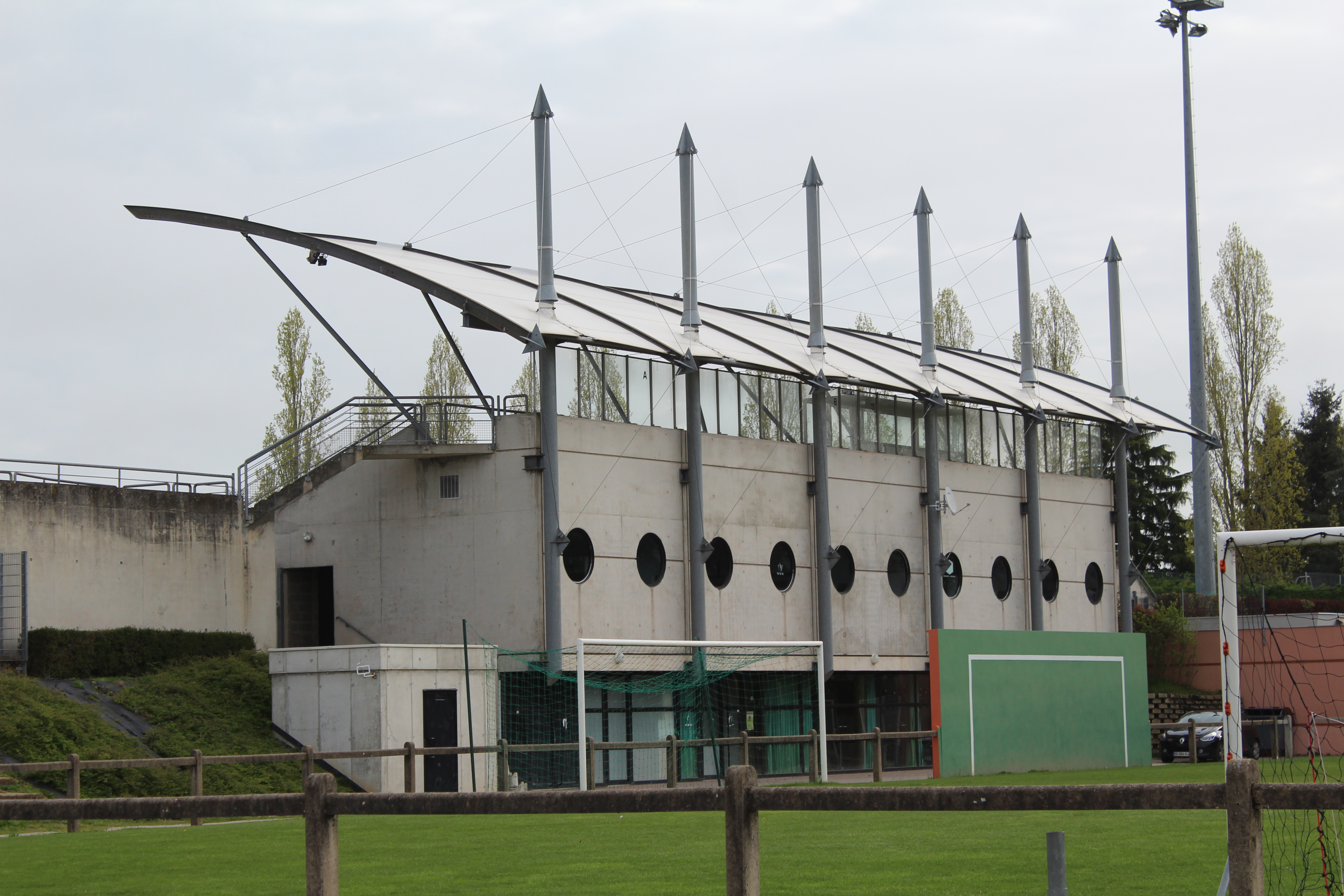
贝尔维球场看台

### 教育
伊泽尔属于克莱蒙费朗学区。截至2021年1月1日，伊泽尔境内共有4所幼儿园、6所小学、1所初级中学和1所普通高中。2021至2022学年度，伊泽尔境内共有在校中等教育阶段学生1,716名。

### 医疗
截至2021年1月1日，伊泽尔境内共有全科医生5名、保健师18名、牙医2名、护士16名和助产士4名。境内共有药房5家、养老院1家、残疾人帮扶中心3家。
穆兰-伊泽尔中心医院（Centre Hospitalier de Moulins-Yzeure）是法国的一家区域性医疗机构，其主病区位于穆兰市区北部，距离伊泽尔市区的正常车程大约6分钟，该院设有床位406个，是穆兰地区规模最大的公立综合性医院。

### 住房
2020年，伊泽尔境内共有各类住房6,752套，其中76.6%为独立式居民区，23.1%为集中式居民区。常住房屋占伊泽尔市镇范围内居民建筑总量的88.7%。
在住房保障政策方面，2022年，伊泽尔境内共有852户家庭获得了住房经济补助，受益人数占总人口数量的7.8%，其中813份为房租补助。

### 商业
2021年，伊泽尔境内共有各类实体商铺175家，其中餐厅17家、大型超市5家、杂货店1家、面包房6家、肉铺5家、书店1家、装饰品店1家、银行门店4家、美容美发店11家、汽车维修店21家。伊泽尔镇中心建有一家Aldi超市，市区南部建有一家家乐福购物超市。

### 体育
2021年，伊泽尔境内共有1家游泳池、5间体育馆、1座综合体育场、17处网球场、6处足球或橄榄球场以及3处篮球或排球场。
截至2024年1月，伊泽尔境内共有四家注册足球俱乐部。穆兰-伊泽尔体育俱乐部（编号508740）是当地的代表性足球队，成立于2018年，其前身为成立于1938年的伊泽尔体育协会（AS Yzeure），其主队2023至2024赛季参加法国全国丙组联赛（法国第五级别），其主场为贝尔维球场；与此同时，成立于1978年的伊泽尔女子足球俱乐部则在同一赛季参加法国女子足球乙级联赛，该队曾获得2022年法国女子足球杯亚军。

### 环境
伊泽尔的环境事务由其所属的穆兰城市圈公共社区联合各级政府协调负责。2021年，伊泽尔境内共有3家污染企业。

### 治安
伊泽尔及其附近的共3个市镇是穆兰警区（zone police de Moulins）的管辖范围。2020年，该警区累计记录各类案件1,817起，其中盗窃类案件924起，经济类案件216起，毒品交易类案件93起。

## 文化
2021年，伊泽尔境内共有1家剧场。伊泽尔境内建有伊扎蒂斯多媒体中心（Médiathèque Yzatis），每周一至五向公众开放。

### 建筑
伊泽尔境内有多处历史建筑，其中圣伯多禄教堂、茹莱城堡、普泽城堡等为法国国家文物保护单位，贝尔维城堡（Château de Bellevue）则是当地的地标性建筑物。

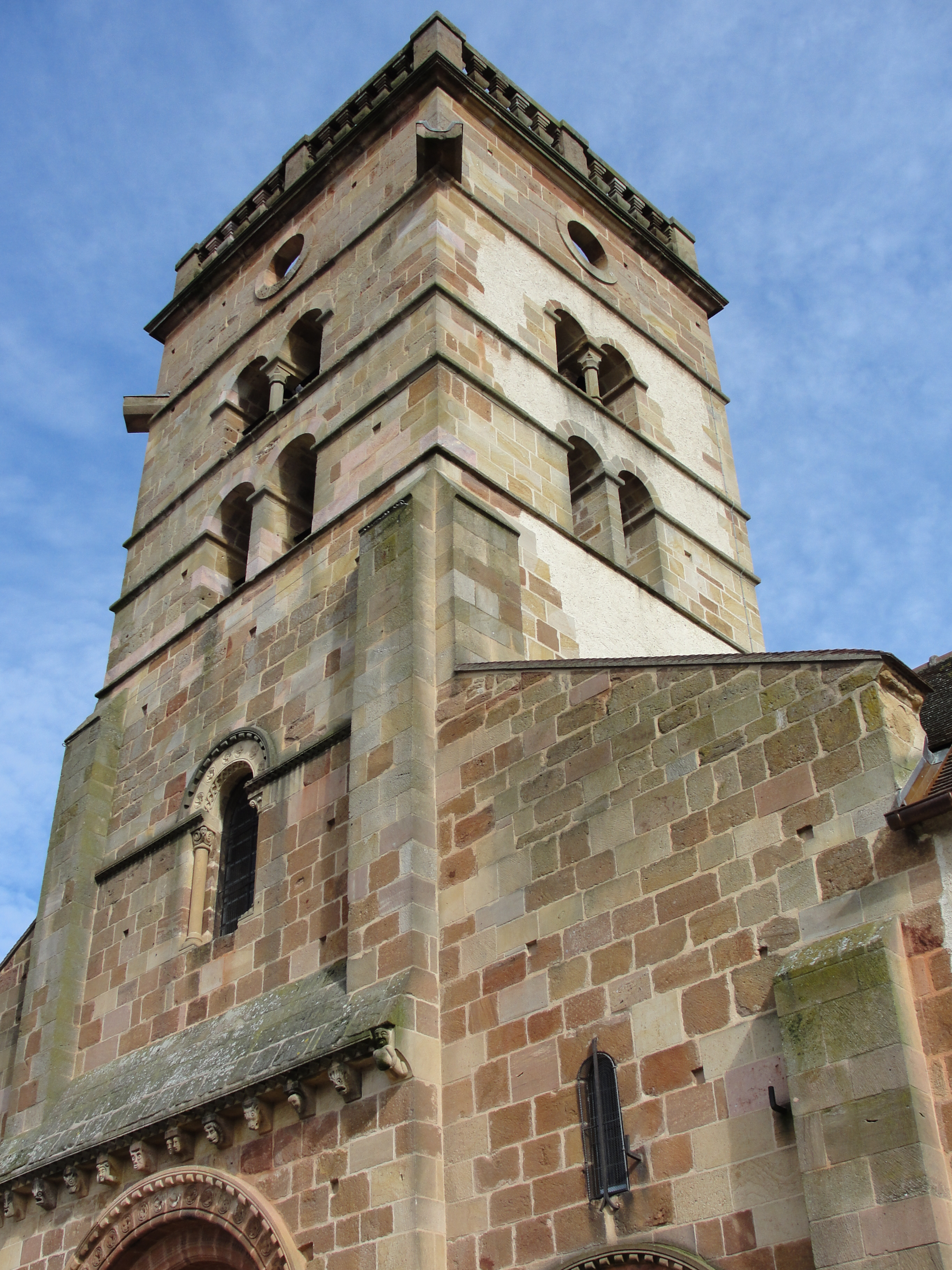
圣伯多禄教堂
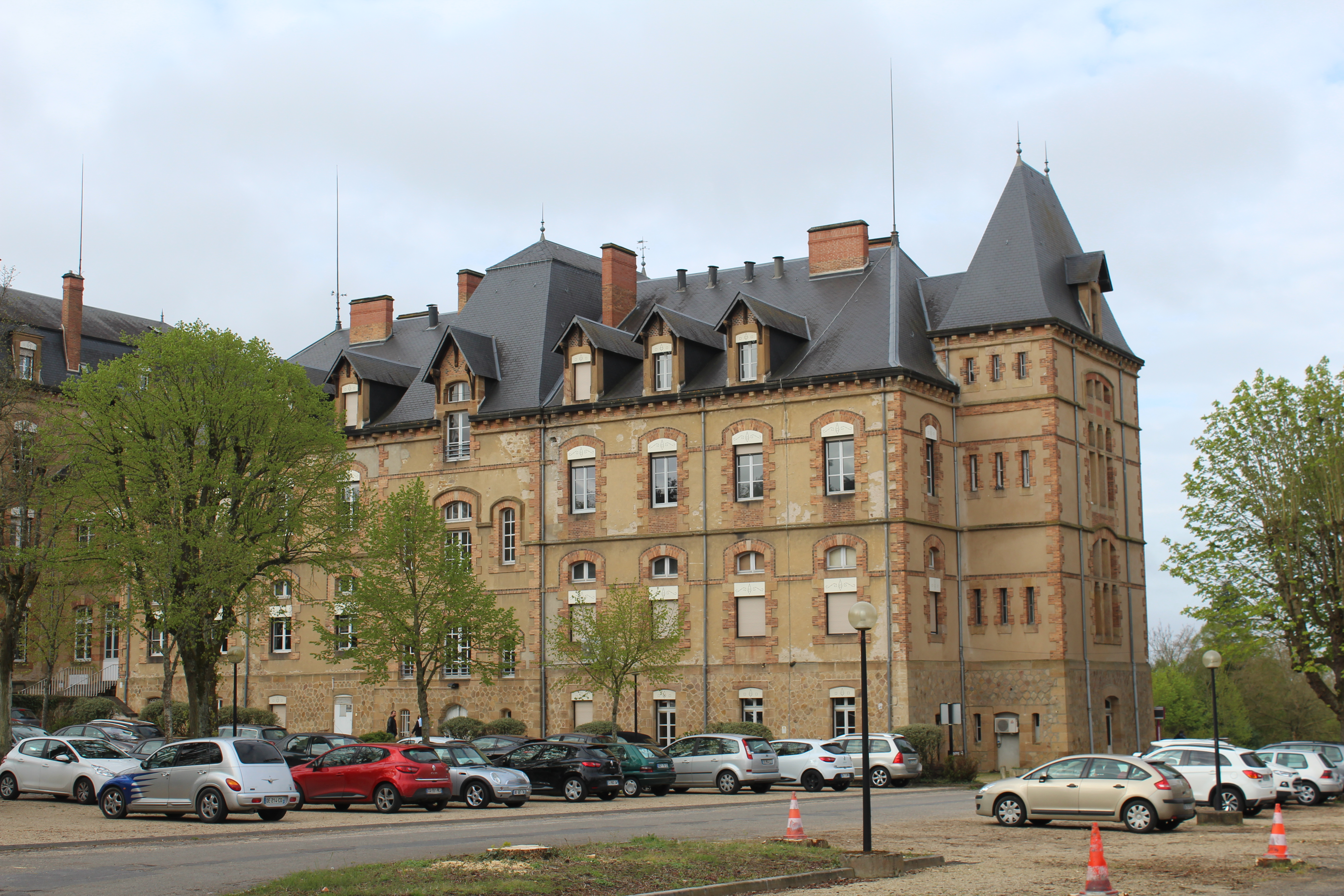
贝尔维城堡
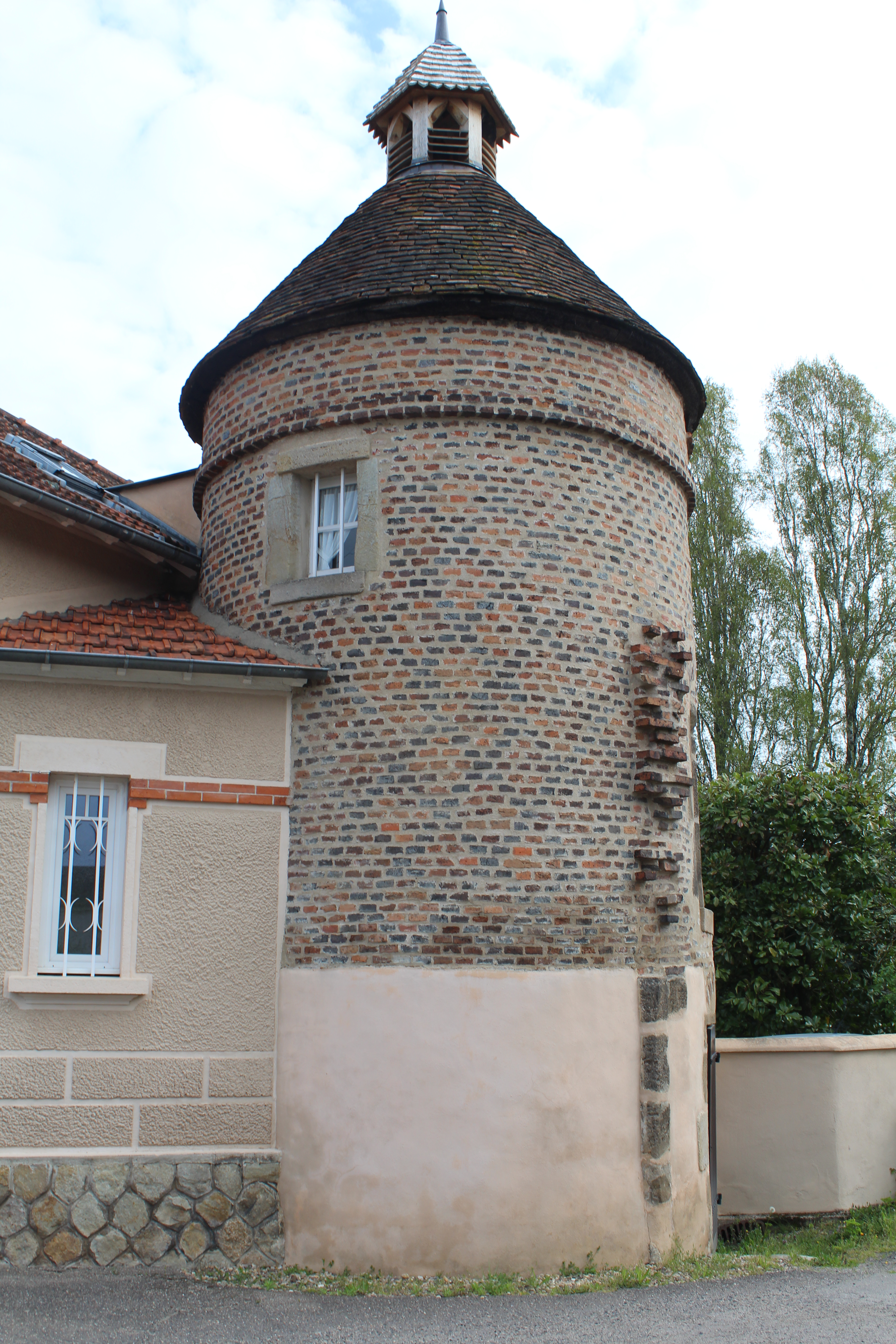
茹莱城堡（法语：Château de Joulet）
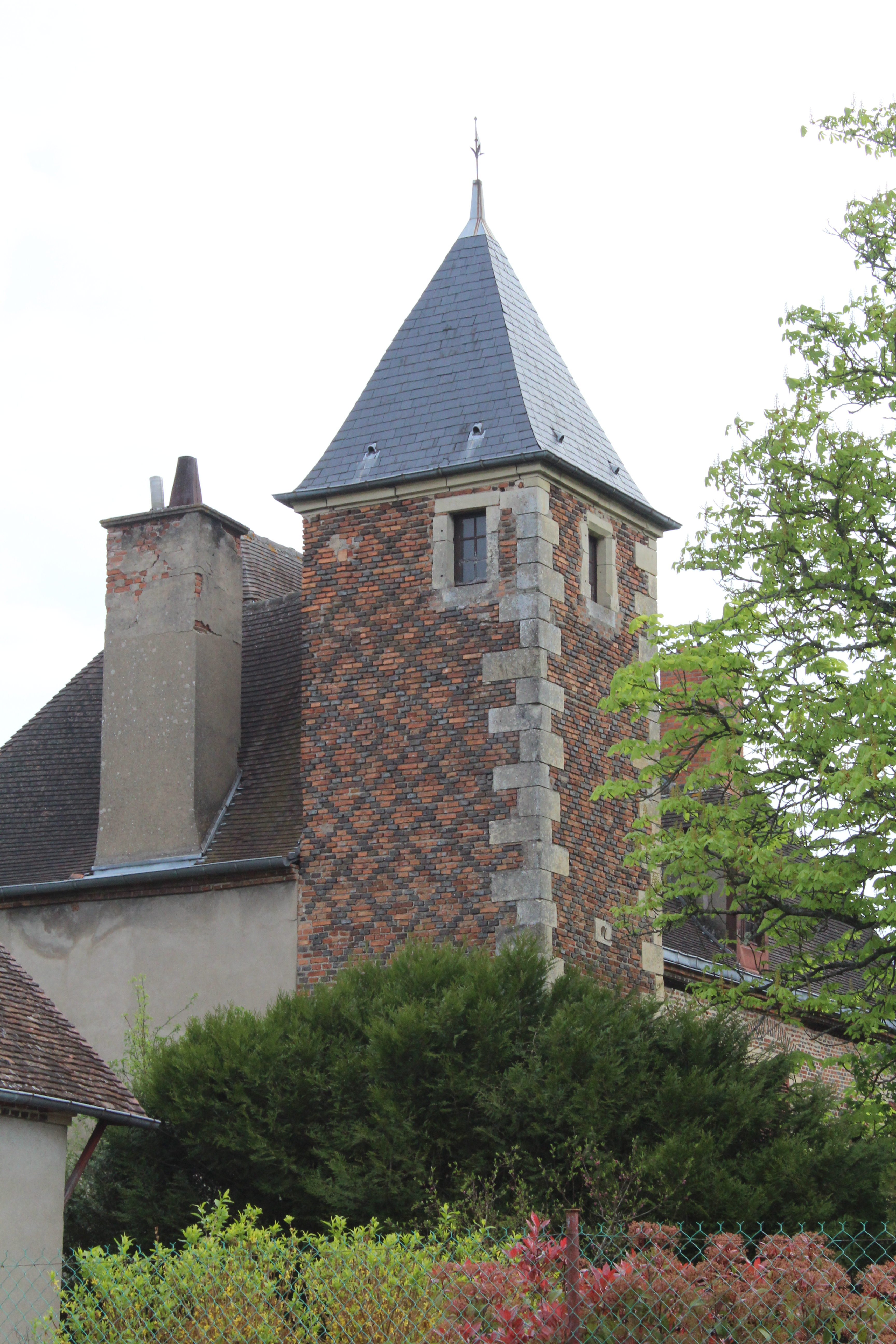
普泽城堡（法语：Château de Pouzeux）
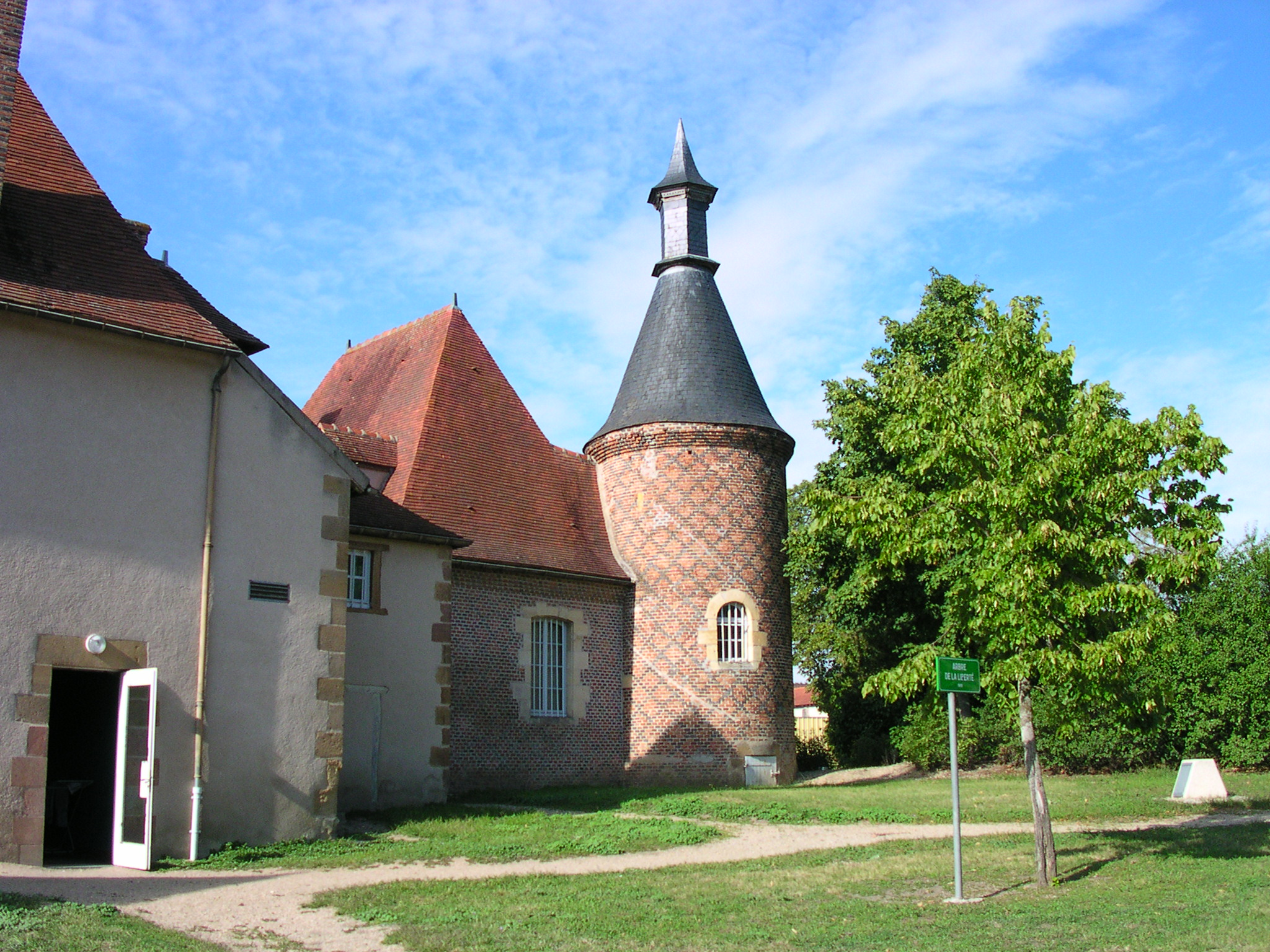
庞卢城堡（法语：Château de Panloup）
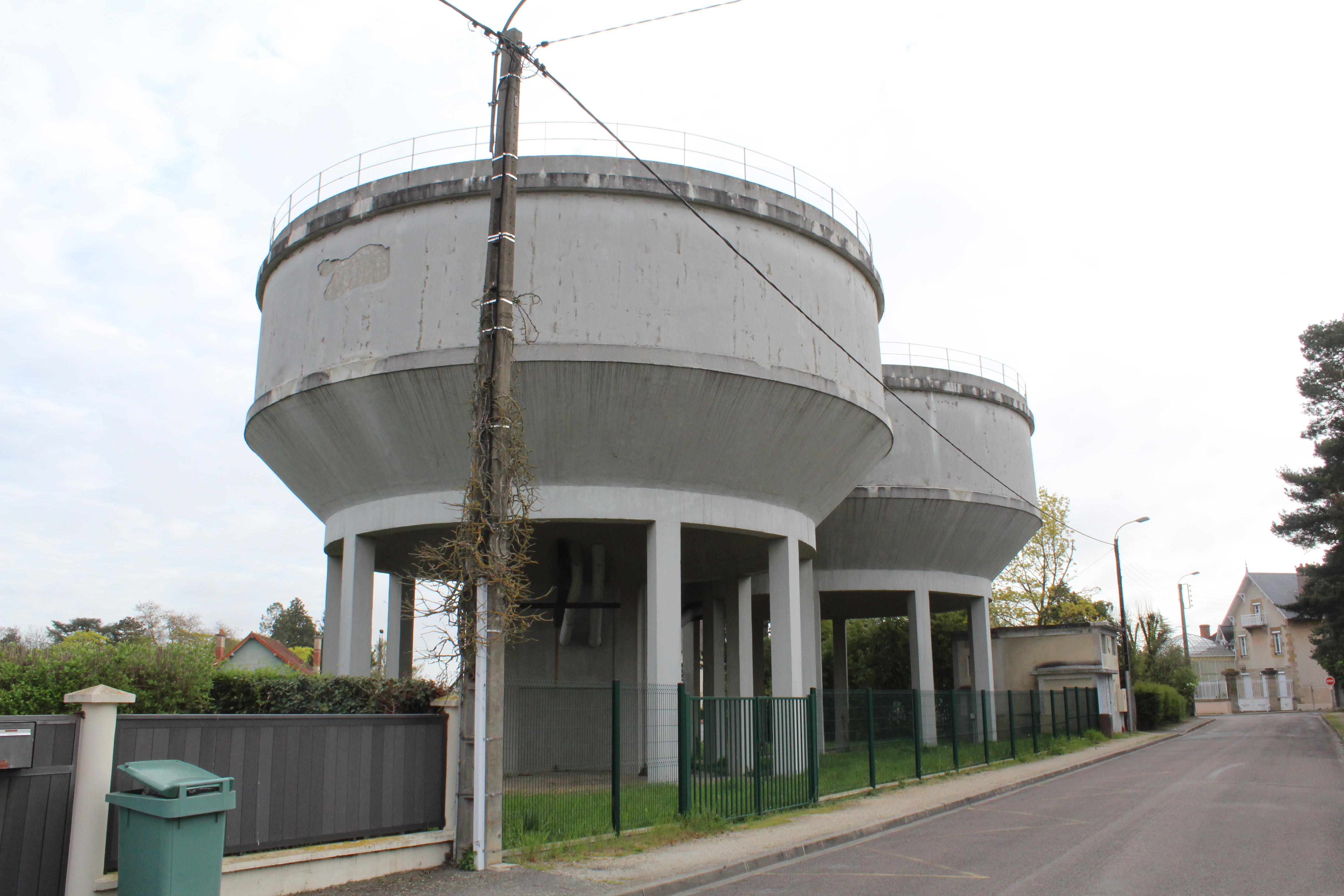
水塔
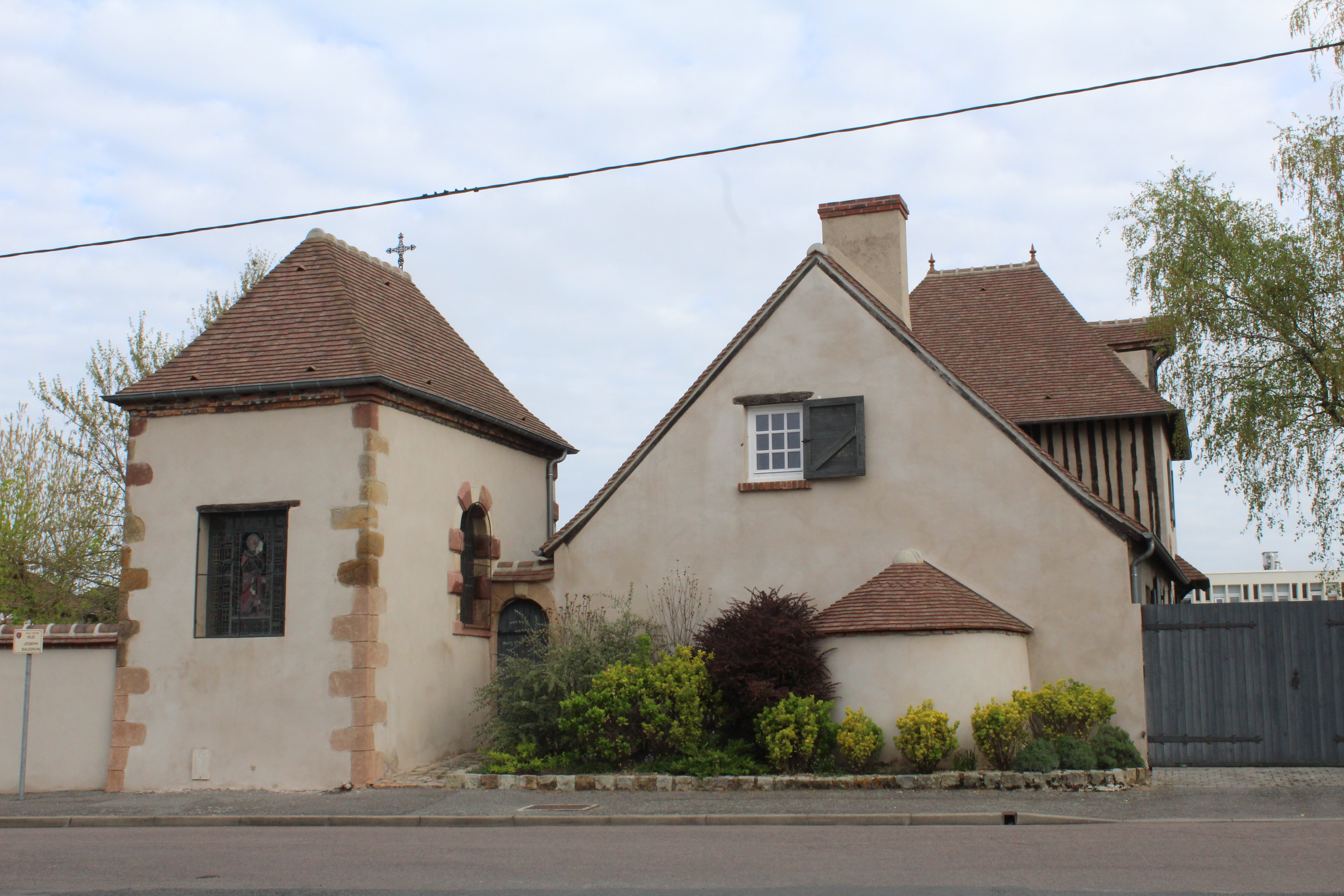
传统民居

### 旅游
伊泽尔的旅游事务由其所属的穆兰城市圈公共社区联合各级政府协调负责。2023年，伊泽尔境内共有1家酒店共计62间房间。

### 媒体
法国主要的媒体均可在伊泽尔接收，法国电视三台下属的奥弗涅-罗讷-阿尔卑斯大区频道在部分时段播出伊泽尔所在阿列省的地方新闻。《山地报》、蓝色法兰西奥弗涅地区广播、震动广播、Scoop广播等是当地主要的地方性媒体。

## 相关人物

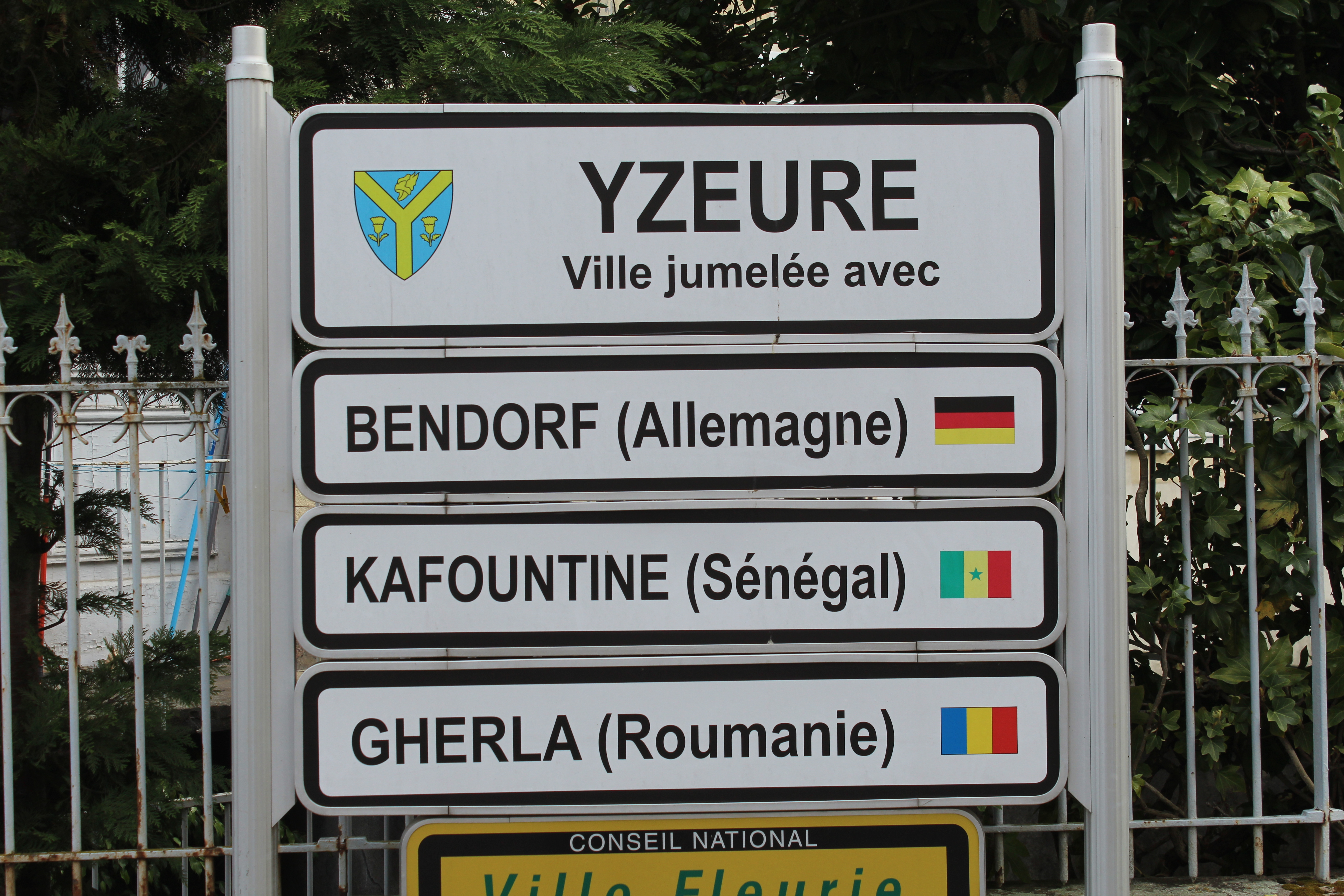
友好城市路牌

法国历史学家安德烈·韦尔内和政治家迪迪埃·布洛出生于伊泽尔；法国建筑师弗朗索瓦-马里·特雷夫逝世于伊泽尔。

## 友好城市
截至2024年1月，伊泽尔共与三座城市建立了友好城市关系：
- 羅馬尼亞 盖尔拉
- 德国 Bendorf
- 布吉納法索 Kafountine